# Jozef Dobrovodský
Genmjr. Jozef Dobrovodský (25. února 1909 Dolný Kubín – 27. března 1971 Bratislava) byl slovenský důstojník, účastník Slovenského národního povstání a politický vězeň komunistického režimu.

## Život

### Před druhou světovou válkou
Jozef Dobrovodský se narodil 25. února 1909 v Dolném Kubíně. Mezi lety 1919 a 1927 vystudoval reálné gymnázium v Levoči. Do československé armády nastoupil v roce 1927, do roku 1928 vystudoval školu pro důstojníky v záloze, následně do roku 1930 Vojenskou akademii v Hranicích. Do roku 1937 sloužil u dělostřelectva v Lučenci, přičemž si neustále zvyšoval kvalifikaci. V roce 1937 byl přidělen k hlavnímu štábu v Praze nejprve k Ředitelství opevňovacích prací a poté na 2. oddělení. Absolvoval i zpravodajský kurz a závěrečné dějství samostatnosti Československa odsloužil jako zpravodajský důstojník v Praze a severovýchodních Čechách.

### Druhá světová válka
Po rozpadu Československa v březnu 1939 přešel Jozef Dobrovodský do nově vzniklé slovenské armády a zúčastnil se bojů s Maďary na východním Slovensku jako velitel dělostřelecké baterie. Poté sloužil v Trenčíně a Ružomberku, kde se zapojil do ilegální odbojové organizace Viktoire. Po vypuknutí druhé světové války se přímo neúčastnil slovenského tažení do Polska, velel v té době dělostřeleckému oddílu na severovýchodním Slovensku. Následovala služba v Žilině a Nitře. Mezi červnem a srpnem 1941 se zúčastnil Operace Barbarossa, poté velel výcvikovému oddílu, druhý turnus na východní frontě odsloužil mezi únorem a květnem 1942. Po návratu sloužil opět v Ružomberku a Žilině. Na třetí turnus již nechtěl a začal fingovat špatný zdravotní stav. Poté, co po zdravotní prohlídce opět odmítl odjet na východní frontu, byl přeřazen jako důstojník k pracovním jednotkám. V nich se zúčastnil podpory odboje a příprav na povstání. V srpnu 1944 byl pověřen organizací povstání v prostoru Žilina – Martin – Ružomberok. Po vypuknutí Slovenského národního povstání organizoval obranu přístupů od Púchova a Čadce. Vývoj situace a rozkaz nebránit Žilinu ho donutili přesunout se ke Strečnu. Zde vedl po nějaký čas úspěšnou obranu, ale síla nepřítele a nespolehlivost partyzánských jednotek jej donutily k dalšímu ústupu přes Turiec až na severozápadní přístupy k Banské Bystrici. Po porážce povstání přešel na partyzánský způsob boje, jeho skupina ale byla německými jednotkami obklíčena a Jozef Dobrovský byl zajat. Podařilo se mu ale zatajit svoji identitu a uprchnout. Kvůli zdravotním komplikacím byl ale nucen vyhledat lékařskou pomoc, opatřil si falešné dokumenty a pod jménem Jozef Kováč byl v prosinci 1944 v Bratislavě přijat do nemocnice. Po vyléčení se v lednu 1945 přesunul na Oravu, kde se ukrýval. Mezitím byl v únoru 1945 odsouzen vojenským soudem k trestu smrti. Po přechodu fronty se v dubnu 1945 přihlásil v Popradu u 1. československého armádního sboru a jako velitel dělostřeleckého sboru se zúčastnil osvobozování dalších oblastí Československa.

### Po druhé světové válce
Po skončení druhé světové války sloužil Jozef Dobrovodský jako velitel dělostřelecké brigády v Malackách, Žilině a Košicích. V roce 1946 byl povýšen na plukovníka a přidělen k hlavnímu štábu v Praze. Mezi lety 1947 a 1948 působil jako vojenský atašé v Bukurešti, poté působil v Olomouci a zase v Praze. Dne 2. března 1950 byl zatčen a 10. listopadu téhož roku byl odsouzen na údajnou velezradu a špionáž k osmnácti letům vězení. Vězněn byl v Mladé Boleslavi, Jihlavě, na Mírově, Olomouci, Leopoldově a Ilavě. V roce 1955 byl jeho proces obnoven, rozsudek snížen na sedm let a po uplynutí trestu byl propuštěn. V roce 1964 byl zbaven obvinění v plném rozsahu a v roce 1966 rehabilitován. Pracoval v dělnických profesích a dálkově vystudoval stavební průmyslovku. Zemřel 5. srpna 1986 v Bratislavě, kde je na hřbitově ve Slavičím údolí i pohřben.

## Vyznamenání
- 1939 Pamětní medaile za boje proti Maďarsku
- 1942 Železný kříž II. stupně
- 1943 Pamětní medaile Za hrdinství III. stupně
- 1944 Vojenský vítězný kříž IV. třídy
- 1945 Československý válečný kříž 1939
- 1945 Řád Slovenského národního povstání I. třídy
- 1945 Československá medaile Za chrabrost před nepřítelem
- 1945 Československá medaile za zásluhy
- 1945 Medaile za vítězství nad Německem ve Velké vlastenecké válce 1941–1945
- 1946 Croix de guerre
- 1947 Řád rumunské koruny III. třídy
- 1949 Řád rumunské hvězdy II. třídy
- 1969 Řád rudé hvězdy

## Posmrtná ocenění
- V roce 1991 byl Jozef Dobrovský in memoriam povýšen do hodnosti generálmajora
- V roce 2014 byl Jozefu Dobrovskému v žilinském parku SNP odhalen pomník[2]